# Cecilia Paolina
Cecilia Paolina (latino: Caecilia Paulina; ... – 235/236) fu augusta dell'Impero romano, divinizzata dal marito Massimino Trace dopo la sua morte.

## Biografia
Si conosce molto poco di Paolina, che non viene neppure chiamata col suo nome dagli storici antichi, poiché fu colpita dalla damnatio memoriae assieme alla sua famiglia. Il nome completo di titoli, Diva Caecilia Paulina Pia Aug[usta] è riportato in un'iscrizione. Si conoscono solo poche iscrizioni dedicatorie. Sulle monete è chiamata semplicemente Diva Paulina, ma queste furono coniate solo dopo la sua morte, successivamente alla sua divinizzazione con assimilazione alla dea Giunone, come indica la figura del pavone che la trasporta in cielo o frontale che fa la ruota. Non esistono statue che la raffigurino.
Lo storico del IV secolo Ammiano Marcellino ne parlò nel libro che dedicò ai Gordiani (Gordiano I e Gordiano II, oppositori di Massimino Trace), ma questo libro è andato perso; in un passaggio successivo la descrive come la buona moglie del truculento Massimino, che cercò di «riportarlo sul percorso della verità e della pietà, con gentilezza femminile».
Ebbe un figlio, Gaio Giulio Vero Massimo, anche lui di buona indole, che fu nominato cesare dal padre, e che fu con lui ucciso dai soldati nell'aprile 238.
La morte di Paolina avvenne prima di quella del marito (238), probabilmente nel tardo 235 o all'inizio del 236. La città di Anazarbus, in Cilicia, coniò infatti delle monete recanti la legenda Thea Paulina (equivalente in lingua greca del latino Diva Paulina) e datate all'anno 254 della città, equivalente al 235/236; il fatto che la legenda la chiami diva indica il fatto che al momento dell'emissione Paolina era morta.
Giovanni Zonara afferma che Massimino fece giustiziare la moglie, ma l'accusa, non confermata, sembra anche improbabile alla luce del fatto che fu Massimino a far deificare Paolina.